# Bonneuil-Matours

Bonneuil-Matours este o comună în departamentul Vienne, Franța. În 2009 avea o populație de 2,028 de locuitori.